# Amidohydroláza
Amidohydrolázy (též amidázy) jsou hydrolázy, které působí na amidové vazby.
Jsou zařazeny pod EC čísly EC 3.5.1 a 3.5.2.
Mezi amidohydrolázy patří například:
- beta-laktamáza (včetně karbapenemázy, např. NDM-1)
- histondeacetyláza
- ureáza